# Liste der Biografien/Kosu
Liste der Biografien |
Portal Biografien |
Personensuche
# |
A |
B |
C |
D |
E |
F |
G |
H |
I |
J |
K |
L |
M |
N |
O |
P |
Q |
R |
S |
T |
U |
V |
W |
X |
Y |
Z |
?
 
Ka |
Kb |
Kc |
Kd |
Ke |
Kf |
Kg |
Kh |
Ki |
Kj |
Kl |
Km |
Kn |
Ko |
Kp |
Kr |
Ks |
Kt |
Ku |
Kv |
Kw |
Ky |
Kx |
Kz
 
Koa |
Kob |
Koc |
Kod |
Koe |
Kof |
Kog |
Koh |
Koi |
Koj |
Kok |
Kol |
Kom |
Kon |
Koo |
Kop |
Kor |
Kos |
Kot |
Kou |
Kov |
Kow |
Kox |
Koy |
Koz
 
Vorlage:Liste der Biografien/Kos
Die Liste der Biografien führt alle Personen auf, die in der deutschsprachigen Wikipedia einen Artikel haben. Dieses ist eine Teilliste mit 18 Einträgen von Personen, deren Namen mit den Buchstaben „Kosu“ beginnt.

## Kosu

### Kosub
- Kosubajew, Tamirlan (* 1994), kirgisischer Fußballspieler
- Kosubek, Gisela (* 1941), deutsche literarische Übersetzerin
- Kosubek, Hans-Joachim (* 1951), deutscher Politiker (CDU) und Bürgermeister in Worms
- Kosubek, Jasmin (* 1987), deutsche Moderatorin
- Kosubek, Siegfried (* 1943), deutscher Sozialpädagoge und Sachbuchautor

### Kosug
- Kosugi, Hōan (1881–1964), japanischer Maler
- Kosugi, Kane (* 1974), US-amerikanischer Schauspieler
- Kosugi, Satoshi (* 1943), japanischer Jazzmusiker (Kontrabass)
- Kosugi, Shō (* 1948), japanischer Kampfsportler und SchauspielerShō Kosugi (* 1948)

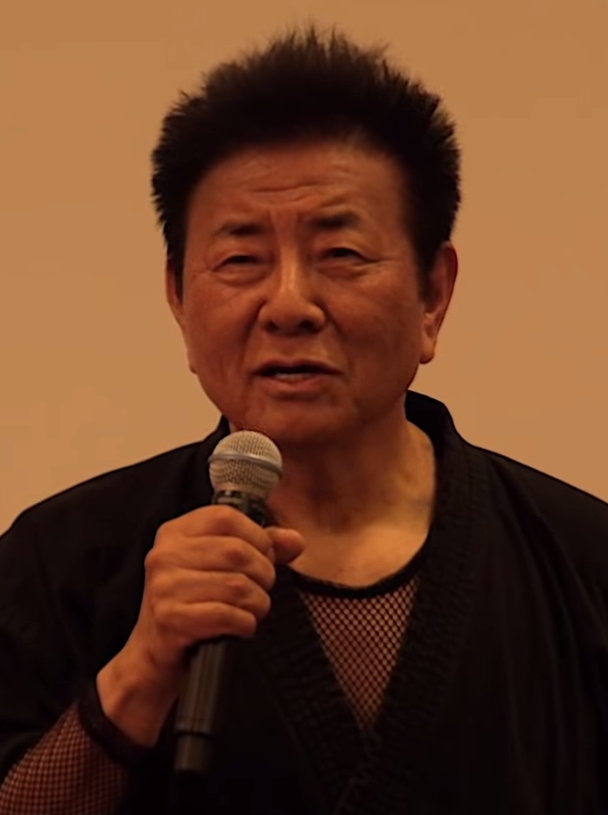
Shō Kosugi (* 1948)

- Kosugi, Takehisa (1938–2018), japanischer Geiger, Komponist, Klang-, Multimedia- und Installationskünstler
- Kosugi, Tengai (1865–1952), japanischer Schriftsteller
- Kosugi, Toshiyuki (* 1968), japanischer Fußballspieler

### Kosuk
- Koşukavak, Yalçın (* 1972), türkischer Fußballspieler und -trainer

### Kosul
- Košulič, Gustav (1911–1943), tschechoslowakischer Funkamateur und Widerstandskämpfer gegen den Nationalsozialismus

### Kosum
- Kosumi, Bajram (* 1960), kosovarischer Politiker
- Kosumi, Fujiko, japanische Comiczeichnerin

### Kosut
- Kosuth, Joseph (* 1945), US-amerikanischer Konzeptkünstler
- Košutić, Sida (1902–1965), jugoslawische Schriftstellerin